# إليزابيث ديفيز
إليزابيث ديفيز (بالإنجليزية: Valerie Davies) (و. 1912 – أغسطس 2001 م) هي سبّاحة من المملكة المتحدة، وويلز، ولدت في كارديف، شاركت في الألعاب الأولمبية الصيفية 1932، وسباحة في الألعاب الأولمبية الصيفية 1932 – سيدات 100 متر ظهر ‏، وسباحة في الألعاب الأولمبية الصيفية 1932 – سيدات 4 × 100 متر سباحة حرة تناوب ‏، توفيت في نيوبورت.

## روابط خارجية
- إليزابيث ديفيز على موقع الاتحاد الدولي للسباحة (الإنجليزية)
- إليزابيث ديفيز على موقع اللجنة الأولمبية الدولية (الإنجليزية)
- إليزابيث ديفيز على موقع أوليمبيديا (الإنجليزية)
- إليزابيث ديفيز على موقع اللجنة الأولمبية البريطانية (الإنجليزية)